# Hayato Hashimoto
Hayato Hashimoto (橋本 早十 Hashimoto Hayato?, nacido el 15 de septiembre de 1981 en Fukui) es un exfutbolista japonés. Jugaba de centrocampista y su último club fue el DRB-Hicom FC.

## Trayectoria

### Clubes
| Club         | País      | Año         |
| ------------ | --------- | ----------- |
| Omiya Ardija | Japón     | 2004 - 2013 |
| Chonburi FC  | Tailandia | 2014        |
| DRB-Hicom FC | Malasia   | 2015        |

## Estadística de carrera

### J. League
| Club         | Año   | J. League | J. League | Copa J. League | Copa J. League | Total | Total |
| Club         | Año   | Part.     | Goles     | Part.          | Goles          | Part. | Goles |
| ------------ | ----- | --------- | --------- | -------------- | -------------- | ----- | ----- |
| Omiya Ardija | 2004  | 0         | 0         | -              | -              | 0     | 0     |
| Omiya Ardija | 2005  | 1         | 0         | 0              | 0              | 1     | 0     |
| Omiya Ardija | 2006  | 15        | 2         | 2              | 0              | 17    | 2     |
| Omiya Ardija | 2007  | 22        | 0         | 4              | 0              | 26    | 0     |
| Omiya Ardija | 2008  | 6         | 0         | 1              | 0              | 7     | 0     |
| Omiya Ardija | 2009  | 33        | 2         | 4              | 0              | 37    | 2     |
| Omiya Ardija | 2010  | 19        | 1         | 6              | 0              | 25    | 1     |
| Omiya Ardija | 2011  | 9         | 0         | 1              | 0              | 10    | 0     |
| Omiya Ardija | 2012  | 1         | 0         | 3              | 0              | 4     | 0     |
| Omiya Ardija | 2013  | 1         | 0         | 0              | 0              | 1     | 0     |
| Total        | Total | 107       | 5         | 21             | 0              | 128   | 5     |